# Maladera palona
Maladera palona är en skalbaggsart som beskrevs av Brenske 1898. Maladera palona ingår i släktet Maladera och familjen Melolonthidae. Inga underarter finns listade i Catalogue of Life.